# The Times Literary Supplement
 (mars 2021).
Si vous disposez d'ouvrages ou d'articles de référence ou si vous connaissez des sites web de qualité traitant du thème abordé ici, merci de compléter l'article en donnant les références utiles à sa vérifiabilité et en les liant à la section « Notes et références ».
The Times Literary Supplement (ou TLS) est une revue littéraire britannique, publiée à Londres, à périodicité hebdomadaire.

## Historique
Le TLS est d'abord apparu en 1902 comme supplément du Times, puis est devenu une publication séparée à partir de 1914. Il collabore étroitement avec le Times : sa version en ligne est hébergée par le site du Times et Peter Stothard (en), rédacteur en chef durant les années 2000, est également un ancien rédacteur en chef du Times.

## Rédacteurs en chef
- 1902 : James Thursfield (en)
- 1905 : Bruce Lyttelton Richmond (en)
- 1938 : D. L. Murray
- 1945 : Stanley Morison
- 1948 : Alan Pryce-Jones
- 1959 : Arthur Crook
- 1974 : John Gross
- 1981 : Jeremy Treglown (en)
- 1991 : Ferdinand Mount (en)
- 2003 : Peter Stothard (en)
- 2016 : Stig Abell (en)